# Euploea agapa
Euploea agapa är en fjärilsart som beskrevs av Hans Fruhstorfer 1911. Euploea agapa ingår i släktet Euploea och familjen praktfjärilar. Inga underarter finns listade i Catalogue of Life.